# Henri Christophe
Henri Christophe (1767-1820) là tổng thống Haiti (1807-1811) và vua (1811-1820). Ông sinh năm 1767 trên đảo Grenada. Sau khi tham chiến tại Savannah, Georgia, trong cuộc Cách mạng Hoa Kỳ, Christophe đến thuộc địa Caribbe của Pháp là Saint-Domingue (ngày nay là Haiti), nơi ông gia nhập quân nổi dậy da đen chống lại Pháp năm 1790 và trở thành một trong những lãnh đạo của họ. Lãnh đạo cách mạng da đen François Dominique Toussaint Louverture phong ông hàm thiếu tướng. Năm 1806, Christophe và tướng Haiti Alexandre Pétion đã lật đổ và giết chế hoàng đế tự phong Jean-Jacques Dessalines (1804-1806). Năm 1807, Christophe tự xưng tổng thống miền bắc Haiti. Một cuộc nội chiến ngắn đã nổ ra giữa Christophe và Pétion. Năm 1811, Christophe tự xưng vua Henri I. Ông là một ông vua chuyên chế nhưng đã cải thiện được nền kinh tế và đã cho xây cung điện Sans Souci và pháo đài gần Cap-Haïtien gọi là Citadelle Laferrière. Sau khi bị đột quỵ, ông mất năng lực vào năm 1820, nổi loạn diễn ra và ông vua này đã tự sát bằng súng.